# MTA Regional Bus Operations
MTA Regional Bus Operations (RBO) est le service de transports en commun de surface de la ville de New York. Il a été créé en 2008 par la Metropolitan Transportation Authority (MTA) pour consolider l'ensemble des réseaux d'autobus de la métropole. Au total, le réseau de bus de la ville de New York compte 273 lignes omnibus, 63 lignes express, et 5 lignes d'un service spécial, le Select Bus Service. Au total, la MTA exploite 5 701 bus sur un total de près de 4 600 km (2 858 miles) de lignes à travers les cinq arrondissements de la ville.

## Réseaux et dessertes
En réalité, la dénomination RBO n'est utilisée que dans les documents officiels, et n'apparaît pas sur les bus. La MTA exploite ainsi ses bus sur deux réseaux distincts :
- Le New York City Bus, qui est l'un des trois réseaux exploités par la New York City Transit Authority (NYCTA) et dont la plupart des lignes traversent Manhattan. Sur ce réseau, la MTA exploite plus de 4 400 bus sur 224 lignes[2].
- Le MTA Bus qui était autrefois contrôlé par le New York City Department of Transportation et qui était exploité par sept compagnies distinctes au moment de la consolidation, principalement concentrées dans le Queens, incluant certaines lignes dans Brooklyn, et la plupart des lignes express entre Brooklyn, le Queens, le Bronx et Manhattan. Les sept anciennes compagnies étaient la Command Bus Company Inc., la Green Bus Lines Inc., la Jamaica Buses Inc., la Liberty Lines Express Inc., la New York Bus Service Co., la Queens Surface Corp., et la Triboro Coach Corp. Ce réseau compte 79 lignes et une flotte de près de 1 300 bus[2].